# 元史本證
《元史本證》，清人汪輝祖撰，50卷。錢大昕有序。

## 內容主旨
《元史本證》指出《元史》的諸多歧誤共3700余條，分證誤、證遺、證名三部分，包括「證誤」共23卷1800余條，「證遺」共13卷1000余條、「證名」共14卷900多條。如卷19，批评《燕铁木儿传》“讳其文宗天历二年前种种不臣之实，曲笔如此，何以示信”。